# Маркд-Трі (Арканзас)
Маркд-Трі (англ. Marked Tree) — місто (англ. city) в США, в окрузі Пойнсетт штату Арканзас. Населення — 2286 осіб (2020).

## Географія
Маркд-Трі розташований за координатами 35°31′40″ пн. ш. 90°25′36″ зх. д. / 35.52778° пн. ш. 90.42667° зх. д. (35.527817, -90.426795).  За даними Бюро перепису населення США в 2010 році місто мало площу 14,72 км², з яких 14,61 км² — суходіл та 0,11 км² — водойми.

## Демографія
Згідно з переписом 2010 року, у місті мешкало 2566 осіб у 1028 домогосподарствах у складі 660 родин. Густота населення становила 174 особи/км².  Було 1163 помешкання (79/км²). 
Расовий склад населення:
| - 67,3 % — білих - 30,1 % — чорних або афроамериканців - 0,1 % — корінних американців - 0,1 % — азіатів |

До двох чи більше рас належало 1,5 %. Іспаномовні складали 1,8 % від усіх жителів.
За віковим діапазоном населення розподілялося таким чином: 23,7 % — особи молодші 18 років, 57,8 % — особи у віці 18—64 років, 18,5 % — особи у віці 65 років та старші. Медіана віку мешканця становила 40,7 року. На 100 осіб жіночої статі у місті припадало 89,1 чоловіків;  на 100 жінок у віці від 18 років та старших — 80,9 чоловіків також старших 18 років.
Середній дохід на одне домашнє господарство  становив 40 139 доларів США (медіана — 22 674), а середній дохід на одну сім'ю — 48 659 доларів (медіана — 30 598). За межею бідності перебувало 34,4 % осіб, у тому числі 57,7 % дітей у віці до 18 років та 20,1 % осіб у віці 65 років та старших.
Цивільне працевлаштоване населення становило 874 особи. Основні галузі зайнятості: освіта, охорона здоров'я та соціальна допомога — 20,1 %, будівництво — 13,7 %, роздрібна торгівля — 13,3 %.